# Tuscola (Illinois)
Tuscola és una població dels Estats Units a l'estat d'Illinois. Segons el cens del 2000 tenia 4.448 habitants.

## Demografia
Segons el cens del 2000, Tuscola tenia 4.448 habitants, 1.885 habitatges, i 1.261 famílies. La densitat de població era de 806,3 habitants/km².
Dels 1.885 habitatges en un 30,8% hi vivien nens de menys de 18 anys, en un 54,1% hi vivien parelles casades, en un 9,4% dones solteres, i en un 33,1% no eren unitats familiars. En el 29,7% dels habitatges hi vivien persones soles el 14% de les quals corresponia a persones de 65 anys o més que vivien soles. El nombre mitjà de persones vivint en cada habitatge era de 2,35 i el nombre mitjà de persones que vivien en cada família era de 2,93.
Per edats la població es repartia de la següent manera: un 25% tenia menys de 18 anys, un 8,1% entre 18 i 24, un 29% entre 25 i 44, un 21,2% de 45 a 60 i un 16,6% 65 anys o més.
L'edat mediana era de 38 anys. Per cada 100 dones de 18 o més anys hi havia 89,3 homes.
La renda mediana per habitatge era de 39.608 $ i la renda mediana per família de 44.816 $. Els homes tenien una renda mediana de 35.063 $ mentre que les dones 22.090 $. La renda per capita de la població era de 19.465 $. Aproximadament el 2,3% de les famílies i el 4,1% de la població estaven per davall del llindar de pobresa.

## Poblacions més properes
El següent diagrama mostra les poblacions més properes.